# Zorotypus leleupi
Zorotypus leleupi är en jordlusart som beskrevs av Weidner 1976. Zorotypus leleupi ingår i släktet Zorotypus och familjen Zorotypidae. Inga underarter finns listade i Catalogue of Life.